# Chiesa della Madonna del Monte (Massa)
La chiesa della Madonna del Monte è un edificio di culto cattolico situato in via Prado a Massa in Toscana.
Il nome ufficiale è "Chiesa della Visitazione della Beata Vergine Maria", tuttavia viene comunemente detta Madonna del Monte in quanto sorge sopra una piccola altura, in località Prato, ai piedi del Monte di Pasta, da cui trae il nome, e dell'Ospedale civile. Risale all'ultimo decennio del secolo XVI ed è una delle più antiche chiese di Massa.

## Storia

### L'antica cappella "del Prado"
Dalle Constitutiones episcopatus lunensis-sarzanensis del vescovo Bernabò, del 1365, così come dagli estimi, non si ha notizia che esistesse una chiesa nella località Prado (denominazione dialettale per Prato), ma solo una cappella votiva o maestà nella quale si venerava un'immagine della Beata Vergine col Bambino, detta del Monte o della Visitazione. Ciò è documentato da una lapide in marmo (al momento posta all'interno delle sale parrocchiali della chiesa) nella quale, a proposito delle origini della chiesa, si parla di "sacellum"(sacello) e dove viene riportata la notizia che l'affresco raffigurante la Madonna in Maestà (con tratti tra il bizantino e il giottesco), databile fra il XIV e il XV secolo, e attualmente situato dietro l'altare maggiore, è quello proveniente dall'antica cappella.
La cappella, edificata vicino al ponte sul canale delle Grondini, in quanto priva di altare e paramenti, non era consacrata né vi si celebrava: di ciò dà testimonianza il documento del 19 luglio 1588 di Giovanni Giudici (giureconsulto, notaio e auditore del Principe Alberico I Cybo Malaspina) il quale chiese al Vescovo di Sarzana l'intercessione affinché potesse venir celebrata la Messa in detta Maestà del Monte dal momento che, col passare del tempo, erano stati attribuiti all'immagine della Madonna poteri miracolosi che richiamavano un numero sempre maggiore di credenti. Poiché questa prima richiesta rimase inascoltata in quanto il vescovo non ritenne sufficienti i miracoli descritti, in una successiva lettera del 30 agosto 1588 Giovanni Giudici rinnovò al Principe Alberico la stessa intercessione e, in più, chiese il beneplacito per riparare la cappella dalle piene del canale delle Grondini, piuttosto frequenti. Dalla planimetria catastale di Massa del 1824 si può osservare, infatti, come il canale delle Grondini compisse una curva proprio in corrispondenza del ponte, per poi dirigersi verso la località Turano parallelamente alla strada. In quel punto di curva, la corrente del canale in piena tendeva ad erodere ed è probabile quindi che la Maestà della Madonna del Monte sorgesse proprio sull'argine del canale: immediatamente prima del ponte o subito dopo.

### Impulsi all'erezione della chiesa
Il Principe Alberico Cybo Malaspina, che già dal 1557 aveva avviato una consistente risistemazione urbana e architettonica della città di Massa che voleva trasformare da borgo medievale in principato moderno, avendo riversato in particolare le sue cure «in ogni altra partita che tornasse utile alla sua nuova Massa e specialmente nel continuare l'erezione di chiese e monasteri […]», accolse di buon grado l'istanza presentata da Giovanni Giudici.
Un altro favorevole impulso alla costruzione della chiesa arrivò dalla congregazione dei Padri Agostiniani di Lombardia: il frate Andrea Securani di Fivizzano, Generale dell'Ordine, nel 1552 aveva scritto una supplica al Principe Alberico in cui chiedeva, per l'Ordine religioso di Sant'Agostino, l'edificazione di una chiesa lunga braccia 50x10 (circa metri 25x5), con campanile, sulla via pubblica e dentro le mura della città e la concessione di spese perpetue per quattro religiosi, in cambio dell'impegno dell'Ordine di costruire la sagrestia ed un monastero. Il Principe fece riportare, in calce alla domanda, il proprio assenso. Fu questa lettera dei Padri Agostiniani a promuovere un avvio di erezione della Chiesa della Madonna del Monte nel 1559: nella Guida delle Chiese di Massa-Lunense di Matteoni si legge che «il 13 dicembre dell'anno 1559 si gettò la prima pietra per la chiesa e convento dei Padri Agostiniani della congregazione di Lombardia […]». Alla cerimonia della posa della prima pietra, che avvenne presso «la porta del Prado detta volgarmente Martana», presenziò lo stesso Principe Alberico con la moglie Elisabetta della Rovere e il figlio Alderano. Ma di lì a poco il cantiere venne smantellato e al posto della chiesa e del convento furono erette delle case.
Anche se fu abbandonato il sito, non fu abbandonata l'idea di costruire la chiesa e il convento; così, circa trent'anni più tardi, nel 1588, la concomitanza della richiesta di Giovanni Giudici, quella della Comunità e l'interesse di Alberico I fece sì che i lavori di inizio e di costruzione della chiesa potessero procedere speditamente.

### La fondazione
Prima di dare avvio alla fabbrica della chiesa, occorreva risolvere il problema degli straripamenti del canale delle Grondini in modo da scongiurare il rischio che il cantiere potesse crollare a seguito di qualche piena, con grandissimo danno economico e di immagine. Perciò, l'11 settembre del 1588 Alberico I ratificò al Commissario di Massa e ai quattro Consoli di Balìa che si procedesse ad arginare il canale ripartendo le spese in parte a carico della Comunità ed in parte a carico dei proprietari dei terreni.
Diede inizio ai lavori di costruzione della chiesa il disposto dei Consoli e Consiglieri datato 3 marzo 1589: esso disponeva l'edificazione della chiesa della Madonna del Monte nel terreno sito in capo allo Stradone della porta Toscana (oggi porta Martana) e notificava che come primo finanziamento per la fabbrica della chiesa era stato utilizzato un credito di settecento lire (moneta di Pisa) che il Consiglio della città di Massa aveva nei confronti di Cato Alberti, l'appaltatore «delle nuove mura delle terre di Massa».
Da una lapide, un tempo posta fra i due pilastri della facciata della lato destro della chiesa, ed attualmente situata nella sala parrocchiale adiacente all'altare, già sacrestia, risulta che la prima pietra della chiesa fu posta il 19 marzo 1589: dal disposto dei Consoli e Consiglieri del 3 marzo 1589 alla posa della prima pietra, il 19 marzo, compreso il benestare del Principe Alberico, passarono solo 16 giorni.
Nel 1592, tre anni dopo l'inizio dei lavori, l'affresco della Madonna che si trovava nell'antica cappella della vicinia Pradi (nome arcaico della località Prato), venne trasferito dalla cappella nella chiesa: per commemorare l'evento, fu posta una lapide sul sito dell'antica cappella e quando essa andò in rovina, la lapide fu collocata sul muro della chiesa a sinistra di chi saliva il piazzale, mentre ora appare murata insieme ad altre iscrizioni nella sala parrocchiale.
La chiesa della Madonna del Monte fu consacrata ufficialmente l'11 maggio 1599 dal Vescovo di Luni-Sarzana, Mons. Giovanni Battista Salvago, come si apprende da un'epigrafe inserita alla base dell'affresco raffigurante l'Estasi di S. Agostino, attualmente collocato sulla parete destra lateralmente all'altare maggiore.

### Il monastero dei Padri Agostiniani
La storia dell'edificazione della chiesa della Madonna del Monte è strettamente legata all'opera dei Padri Agostiniani. A tal proposito, riguardo alla questione se debba considerarsi sorta prima la Chiesa o il Monastero dei frati che, in seguito, sarebbe diventato l'ospedale cittadino dedicato ai S.S. Giacomo e Cristoforo, è significativa la considerazione di Matteoni, riportata anche da Chiappari, a proposito della chiesa di S. Francesco in Massa (attuale Cattedrale): «una chiesa senza convento può stare ma non fu mai che si facesse un convento di religiosi senza una chiesa od oratorio».
La tesi che il monastero fu costruito dopo il 1589 (posa della prima pietra della chiesa) e dopo il 1592 (traslazione dell'immagine della Madonna) trova una prima conferma nel manoscritto Varie memorie del mondo del canonico Odoardo Rocca dove si legge:
«Nel suo principato [di Alberico] un'Immagine collocata sulle rive del canale delle Grondini cominciò a far miracoli, e grazie, onde si pensò bene levarla da quel luogo pericoloso d'essere inondato […], e fu trasportata nelle falde del Monte di Pasta verso la città e ivi fu edificata una chiesa in onore delle medesima […], e vi furono chiamati li Padri Agostiniani della Congregazione di Lombardia. Ove a poco a poco edificarono un capace monastero».
Fa ulteriore chiarezza un documento conservato nell'Archivio Generale dell'Ordine Agostiniano a Roma, risalente al 1650 e dal titolo Stato del conto della Madonna del Monte in Massa Cibea dal quale si apprende che «il Monastero della Madonna del Monte ove habitano i frati di S. Agostino della Congregazione di Lombardia situato appresso la città di Massa […] fu fondato et eretto l'anno 1594», quindi dopo la costruzione della chiesa.
Dalla stessa lapide relativa alla posa della prima pietra e da un'altra iscrizione, murata nel salone parrocchiale attiguo al coro, veniamo a conoscenza che i Padri Agostiniani intervennero sulla chiesa, ampliandola e abbellendola, in tre momenti successivi: una prima volta nel 1595, quindi appena un anno dopo il loro arrivo nel monastero, poi nel 1686 ed infine nel 1715.

### La cacciata degli Agostiniani
La chiesa e il monastero furono retti dagli Agostiniani fino al 1770. Il 15 luglio di quell'anno il vescovo di Luni-Sarzana aveva eretto la chiesa della Madonna del Monte “cura d'anime”, sotto la sovrintendenza degli stessi Padri. Ma appena due mesi più tardi, i religiosi dell'ordine di S. Agostino furono cacciati da Massa: a determinare la loro cacciata furono degli abusi nella condotta amministrativa. A disporre la cacciata degli Agostiniani fu Maria Teresa Cybo Malaspina, duchessa di Massa e principessa ereditaria, con sovrano dispaccio datato 13 settembre 1770. La duchessa incaricò un economo affinché, nella massima cautela e segretezza richieste dalla situazione, procedesse alla redazione del bilancio della contabilità in merito agli affari del monastero e della chiesa della Madonna del Monte. Fatti gli inventari, i religiosi ebbero tre giorni di tempo per evacuare il convento, durante i quali poterono proseguire regolarmente le funzioni religiose. La duchessa, fatti i primi passi per l'espulsione, si preoccupò anche che, dalla Curia, venissero provvisoriamente destinati alla Parrocchia del Monte, in vece dei Padri Agostiniani, dei sacerdoti al fine di assicurare la celebrazione delle Messe.

### Il convento diventa ospedale
Negli anni successivi la cacciata dei frati, la duchessa Maria Teresa maturò l'idea di trasformare l'ex-convento del Monte in Ospedale, destinandone in patrimonio i beni posseduti dagli Agostiniani. Il sovrano dispaccio del 10 aprile 1781 rende conto dell'approvazione, da parte di Maria Teresa, del progetto di trasformazione del convento in ospedale. Il medesimo dispaccio sancisce anche l'inizio dei lavori che Maria Teresa stessa finanziò, in più tempi, dal 1781 al 1790 (anno della sua morte).
Tutti i beni, mobili e immobili, del soppresso convento dei Padri Agostiniani furono ufficialmente assegnati all'Azienda dell'Ospedale dei SS. Cristoforo e Giacomo attraverso l'atto del notaio Rocco Vaccà del 7 maggio 1785. A causa del trasferimento di tutti i beni dell'ex monastero all'Amministrazione dell'Ospedale, questa fu obbligata a soddisfare tutti gli oneri ai quali i beni erano vincolati: numero 1208 messe di suffragio in dipendenza di legati da celebrarsi nella chiesa della Madonna del Monte, provviste di arredi sacri e di quanto occorresse al servizio della chiesa (olio, vino, ostie, cera), manutenzione del fabbricato della chiesa e della canonica. L'amministrazione dell'Ospedale dei SS. Cristoforo e Giacomo fece fronte ai suddetti oneri fini al 1830 quando, non volendo o non potendo più soddisfarli, chiese ed ottenne la riduzione di molti legati.

### La Parrocchia della Madonna del Monte
Il 6 aprile 1940,il vescovo di Apuania Mons. Cristoforo Arduino Terzi elevò la chiesa della Visitazione vulgo Madonna del Monte a titolo di prioria, cioè di parrocchia, nominando Don Pietro della Bianchina quale primo parroco. Seguì poi il riconoscimento civile con Decreto Presidenziale del 24 aprile 1950.

## Architettura

### Architettura esterna
La chiesa della Madonna del Monte presenta una pianta ad una sola navata, su cui si aprono quattro cappelle laterali, oltre agli sfondi per l'abside e per il coro.
Non è dato conoscere la forma originaria della chiesa a causa delle modifiche apportate dai Padri Agostiniani: essi ampliarono l'edificio nel senso della lunghezza, ne modificarono la facciata e la abbellirono di nuovi altari, tutti di stile barocco con la caratteristica struttura a mensa retta da due grandi sostegni, ai lati dei quali sono collocati i plinti su cui poggiano le colonne.
Il prospetto laterale con i finestroni, i barbacani ed i tetti sopra le cappelle, l'abside, gli stucchi e le decorazioni mostrano tratti ottocenteschi.

#### La facciata
La facciata della chiesa risale all'epoca del secondo ampliamento realizzato dagli Agostiniani, avvenuto nel 1686; fu rinnovata nel 1916.
Architettonicamente è abbastanza lineare e si presenta divisa in due sezioni: quella inferiore è interrotta in modo simmetrico da tre pilastri, con ossatura di mattoni, per ogni lato della porta d'ingresso. La sezione superiore, invece, presenta solo due pilastri (derivanti dalla prosecuzione dei tre precedenti) che vanno a sorreggere il timpano e sono decorati con capitelli d'ordine corinzio.
La facciata è larga m. 14,50 e alta m. 21,20.

#### Il portale
Al centro della facciata è il portale di m. 2,30x7,00 circondato ai lati da stipiti e architrave in marmo bianco, con modanature; in alto, esso è completato da un frontone, lievemente incurvato, al cui centro è posto un busto raffigurante S. Agostino.
Il portale è quello antico che però fu spostato e rimontato all'epoca del rinnovamento della facciata nel 1916: rinnovamento che prevedeva la sostituzione della finestra rettangolare al centro del timpano con un occhio semicircolare diviso in tre luci da due pilastrini in mattoni. Tra le modifiche previste da questo restauro vi fu, inoltre, l'inserimento sopra i piloni esterni della facciata di due statue di santi (alte m. 1,70) risalenti al XVIII secolo: la statua di destra raffigura un Santo Vescovo (forse San Biagio), in atto benedicente, che regge con la mano sinistra il manto che lo avvolge; la statua di sinistra rappresenta S. Agostino in vesti vescovili con ampio manto sostenuto da una fibula all'altezza del petto. Il Santo regge, nella mano destra, una penna e, nella mano sinistra, un volume aperto: simboli della difesa contro i nemici del Vangelo.
Il portale è sovrastato da una lunetta (di m. 2,14x2,00) in cui è dipinto un affresco raffigurante la Madonna col Figlio in gloria tra S. Agostino e S. Nicola da Tolentino, angeli e cherubini. In basso, alla destra della Vergine, si intravede la testa di S. Agostino con tiara e pastorale; alla sinistra, S. Nicola da Tolentino reca in mano un libro (verosimilmente il Vangelo). Il dipinto, di autore ignoto e risalente al secolo XVII, appare, purtroppo, in cattivissimo stato in quanto deteriorato dalle intemperie e, soprattutto, abraso dalla sabbia trasportata dal vento. Fu soggetto a restauro nel 1988.
Il frontone, di impostazione barocca per i rampanti spezzati, atti a lasciare spazio al centro per un elemento decorativo marmoreo o per un dipinto, presenta nel punto di mezzo un finto occhio circolare ed è sormontato dalla croce.

#### Il campanile
Il campanile, dalla cuspide esagonale, subì un primo restauro nel settembre del 1889 e poi, nel 1916, vide demolita la vecchia copertura e rimessa l'ossatura della nuova guglia (alta m. 6,50) con sostituzione dell'originaria croce a banderuola. Le tre campane da concerto in si, la, sol furono fuse nel 1931 dalla Ditta Picasso e Figli di Avegno-Recco (Genova) a spese in parte del parroco Don Pietro della Bianchina e in parte dei parrocchiani. Furono successivamente rifuse nel dicembre del 1938 dalla Ditta Magni Luigi di Lucca. Dedicate al S. Cuore di Gesù, alla S. V. del Buon Consiglio e a S. Agostino, le tre campane dal 1992 vengono azionate da motore elettrico.

### Architettura interna
La chiesa, all'interno, presenta una navata rettangolare di m. 12,30x18,60 fino alla balaustra che circoscrive l'abside che misura m. 9,20. Sulle pareti laterali si aprono quattro cappelle (m. 4.80x2,20) che mostrano archi a tutto sesto e sono disposte simmetricamente: due vicino al presbiterio e due a fianco dell'ingresso della chiesa. Gli altari sono cinque, compreso l'altare maggiore posto nella cappella absidale.
La pitturazione della canonica e della chiesa fu eseguita dal pittore Oreste Bontempi nel febbraio-maggio del 1937; fu poi rifatta dal Prof. Bertilorenzi nel 1959 e successivamente rinfrescata tra il 1997-98. Anche il prospetto esterno venne restaurato e ripitturato tra il 1981-82 sotto la sovrintendenza delle Belle Arti di Pisa. L'ultimo rinnovamento della pitturazione risale al 2001.

#### La volta
La volta della chiesa è a botte, la cui decorazione interna comprende in alto gli arconi della cappella e una fascia continua decorata da volute e medaglioni e sovrastata da una fascia di dentelli ed ovuli classicheggianti eseguiti a stucco e a chiaro scuro.

#### La cappella absidale
Si apre con un grande arco centrale sostenuto da due grandi pilastri con lesene, posizionati ai lati della cappella stessa. La volta è decorata con stucchi e in una delle fasce presenta l'iscrizione: “ABIIT IN MONTANA CUM FESTINATIONE”, parole del versetto 1, 39 dal Vangelo di Luca, con riferimento alla Madonna del Monte e alla Visitazione (il frettoloso viaggio in montagna che Maria fece per visitare la cugina Elisabetta).
Il semicatino appare diviso in spicchi aventi, nella parte inferiore, festoni e drappi cadenzati da coppie di angioletti e medaglioni, mentre la fascia centrale, verso la navata, è composta da finti cassettoni ortogonali.

#### Il presbiterio
Ubicato nell'abside, è circondato da una balaustra in marmo (aggiunta durante il restauro del 1916) disposta su tre gradini ovali ai lati e che presenta la caratteristica fattura con colonnine poggianti su plinti. 
L'ambone con teste di angelo (opera dello scultore Carlo Frediani) venne inserito nella balaustra nell'aprile del 1984; nel 1990 fu, invece, introdotto nella struttura, sull'angolo destro, un piedistallo di marmo, sorretto da due capitelli, atto a sostenere la statua della Madonna del Buon Consiglio: scultura policroma in legno di tiglio, alta 170 cm, realizzata nel 1983 dallo scultore Joseph Runggaldier di Ortisei. Fu processionalmente portata nella chiesa il 7 aprile dello stesso anno e benedetta dal Vescovo Mons. Aldo Forzoni. La scultura raffigura la Vergine, in piedi, mentre sostiene tra le braccia il Bambino Gesù.
Sulla parete destra dell'abside è collocato un grande affresco (m. 2,30x2,50) raffigurante l'Estasi di S. Agostino, dipinto di scuola toscana risalente al XVII secolo. La sezione centrale è occupata dal Santo che volge lo sguardo in alto, verso la parte ora mancante, dove probabilmente era dipinta una colomba, simbolo dello Spirito Santo. Alla destra del Santo, un monaco dell'ordine degli Agostiniani è inginocchiato verso di lui; sopra di questo, è raffigurato un angelo che volge lo sguardo allo spettatore. Alla sinistra di S. Agostino vi sono due donne: una giovane e bella dai riccioli neri che potrebbe simboleggiare una delle seduzioni (forse la donna dalla quale ebbe il figlio Adeodato), l'altra anziana, con saio, che potrebbe essere sua madre. L'affresco presenta un'incorniciatura dipinta e, all'esterno, due cariatidi che fanno da pendant.
Nel 1879 il dipinto era situato dietro l'altare maggiore: in occasione dello spostamento di quest'ultimo, venne restaurato e successivamente posizionato sulla parete interna sopra la bussola della porta d'ingresso. Nel 1996, il parroco Don Ezio Radicchi lo fece ricollocare nell'attuale posizione (la parete destra dell'abside).

##### L'antico altare maggiore
L'altare maggiore che si vede attualmente fu costruito nel 1957.
In origine, al suo posto, vi era il grandioso altare fatto erigere, a proprie spese, da Alberico I Cybo Malaspina tra il 1618 e 1620 e ancora visibile in una fotografia risalente al 12 gennaio 1952. L'altare originario aveva ai lati due colonne in marmo rosso brecciato ed una trabeazione superiore, con cornici e volute, che racchiudeva il dipinto del Padreterno; ai lati delle colonne vi erano due porte, con stemmi ducali, che introducevano nell'abside e che apparivano sovrastate da due statue (attualmente poste sull'altare); in alto, sopra le stesse due porte, erano posti due affreschi: uno rappresentava S. Nicola da Tolentino, l'altro S. Tommaso da Villanova. Al centro dell'altare, era posta l'edicola che, in un trionfo di angeli, racchiudeva l'antico affresco trecentesco della Beata Vergine della Visitazione (poi comunemente detta e conosciuta come Madonna del Monte).

##### L'altare maggiore dopo il restauro
Durante i lavori di restauro effettuati tra il 1954 e il 1955 per sanare i danni causati dalla guerra, ci si accorse che l'antico e grandioso altare era pericolante: si decise, perciò, di smontarlo parzialmente e di utilizzare le colonne e la trabeazione col dipinto del Padreterno per rifare la parte superiore dell'altare di S. Agostino. Gli stemmi ducali furono spostati rispettivamente sopra la porta di comunicazione con le sale parrocchiali e la finta porta sotto il campanile; i due affreschi di S. Nicola da Tolentino e S. Tommaso da Villanova vennero collocati sopra le due porte che si aprono ai lati dell'abside. Infine, sul fondo dell'abside venne collocato il dipinto della Madonna in Maestà. In questo affresco, la Vergine appare seduta su un trono, realizzato in prospettiva, e tiene sulle ginocchia, alla sua sinistra, il Bambino Gesù in piedi, vestito di una tunichetta rossa che scende fino ai piedi (scalzi) e di un mantello dell'ordine agostiniano; tiene nella mano sinistra un piccolo cartiglio. Anche la Madonna porta un mantello, che pur scolorito, lascia intravedere delle decorazioni a forma di fiore di melograno. La tunica della Madonna è sostenuta al centro da una cintura nera che prosegue, passando sotto le dita della mano sinistra, fin sotto il ginocchio sinistro: è la cosiddetta “Madonna della cintura”, tipicamente agostiniana.
Due volute con rilievi di foglie di acanto sorreggono la mensa dell'altare maggiore: la decorazione del paliotto è completata da un agnello eseguito a mosaico nel 1940 e raffigurato accovacciato sopra il libro del Vangelo.
Fino al 1989, una croce lignea, sulla quale era applicata a sua volta una croce d'argento cesellato e sbalzato, sormontava l'altare. Essa è stata rubata da ignoti il 29 settembre dello stesso anno.

##### Le statue d'altare
Sui due piccoli plinti dell'altare maggiore, in marmo brecciato e con cornice modanata in marmo bianco, si trovano le due statue che, in origine, sovrastavano le due porte ai lati della mensa e che, dopo il restauro del 1954-55, furono temporaneamente poste ai lati della balaustra.
Le statue, entrambe in marmo, rappresentano rispettivamente la Madonna del Rosario e S. Antonio col Bambino. La Vergine mostra il braccio destro allargato (dal quale un tempo pendeva la corona del rosario), mentre con il sinistro sorregge il Figlio e il velo che forma un morbido drappeggio. S. Antonio è raffigurato con in braccio il Bambino che si appoggia al petto del Santo e verso di lui volge lo sguardo. La gamba sinistra del santo regge il peso del corpo mentre la destra appare leggermente piegata.

##### Il nuovo altare liturgico
Opera dello scultore Carlo Frediani, fu consacrato dall'allora Vescovo di Massa, Mons. Bruno Tommasi, il 21 aprile del 1990 in occasione della festa patronale della Madonna del Buon Consiglio e della ricorrenza del 50^ di elevazione a Parrocchia. L'altare si trova collocato tra la balaustra e l'altare maggiore: è stato realizzato in marmi policromi con volute terminanti con teste di angioletti e presenta nello stemma, posto al centro, il simbolo mariano.

##### Gli affreschi di S. Nicola e di S. Tommaso
Sulle porte laterali interne al presbiterio sono ubicati due affreschi che però, fino al 1879, erano collocati sulle porte che separavano l'altare maggiore dal coro stesso.
Sono le iscrizioni poste in calce a ciascuno dei due dipinti che permettono di identificarne i soggetti: il primo affresco raffigura S. Nicola da Tolentino che indossa il saio degli agostiniani e ha lo sguardo rivolto verso lo spettatore. L'indice alzato della mano destra sembra indicare il libro e il giglio che reca nella mano sinistra. Il secondo affresco raffigura, invece, S. Tommaso da Villanova che regge con la mano destra una sacchetto contenente delle monete che sta porgendo ad un fanciullo. È vestito di una tonaca color blu scuro e ha la tiara poggiata alla sua sinistra.

##### Le porte di comunicazione
Simmetricamente ai lati del presbiterio appaiono due porte, risalenti al restauro del 1916: quella di destra è finta, quella di sinistra immette nel vano di passaggio alla vecchia sagrestia (ora sala parrocchiale). In origine, le due porte presentavano spallette in mattoni e architrave. Adesso sono, invece, inquadrate dai portali in marmo derivanti dalle antiche porte laterali all'altare maggiore. Questi portali sono sormontati da un frontone semicircolare che ha al centro un pregiato stemma marmoreo recante la corona ducale della famiglia Cybo Malaspina; più in basso, al centro di una fascia marmorea di colore verde, è posta una piccola testa di cherubino in gesso, applicatavi dopo il 1957.

#### Le quattro cappelle ai lati della navata

##### L'altare di S. Agostino
Partendo dal fondo della navata (scendendo dal presbiterio), sulla sinistra troviamo la prima cappella, intitolata a S. Agostino. Essa, al pari delle altre tre cappelle della chiesa, presenta una mensa sorretta da volute scolpite nella parte anteriore.
Le colonne, di marmo brecciato e con capitelli corinzi, poggiano su plinti che hanno entrambi uno stemma raffigurante quattro piccole cintole racchiuse da una fibula. Sulle colonne poggia la trabeazione (derivante dallo smembramento dell'antico altare) con frontone spezzato al centro per racchiudere il dipinto del Padreterno circondato da una cornice in marmo bianco. Sulle pareti laterali del frontone sono posti due angeli in posizione sdraiata. Nello spazio centrale, inquadrato dalle colonne, vi è una tela ad olio (cm 167x266) raffigurante la Madonna della Cintola con S. Agostino, S.ta Monica ed angeli. 
Il dipinto mostra, in alto a destra, la Vergine, in manto azzurro, che tiene sulle ginocchia il Bambino e porge con la mano destra la cintola a S. Agostino, rappresentato in ginocchio, con un manto giallo cangiante che copre l'abito scuro. Ai piedi del santo appare la tiara e al centro due angioletti che tengono un libro tra le mani. Di fronte a S. Agostino, sotto la Vergine, è rappresentata la madre del santo, S.ta Monica, in abiti agostiniani e in atto di preghiera verso il Bambino Gesù.
Su questo altare si venera un Sacro Cuore, olio su tela di scuola toscana dei secoli XVIII-XIX, raffigurante Cristo che mostra con la mano il cuore circondato dalle spine della passione. Il dipinto è custodito in una cornice ovale di legno scolpito e dorato.
Segue l'altare di S. Agostino una cappella minore a tribuna, inaccessibile, cinta da un parapetto a colonnine di fattura identica a quello della balaustra del presbiterio. Nell'arcata sottostante la cappella, si scorge l'entrata laterale della chiesa, fatta ripristinare nell'estate del 2011 dopo che, intorno al 1956, era stata chiusa a parete di mattoni. Prima della reintegrazione di detta porta, in questa nicchi si trovava il confessionale; ora collocato nel vano di comunicazione tra la porta laterale al presbiterio e la sala parrocchiale.

##### L'altare di S. Nicola da Tolentino
Antistante la cappella dedicata al santo agostiniano, nella corrispondente parte destra della navata, è collocato l'altare di S. Nicola da Tolentino. Fu fatto costruire, prima del 1720, dal Conte Giovan Battista Diana Paleologo.
Due volute marmoree sorreggono la mensa, fiancheggiata da due plinti aventi ciascuno uno stemma di marmi policromi. Gli stemmi sono divisi in due parti uguali da una linea verticale: a sinistra è rappresentata un'aquila bicipite; a destra, una fascia scaccata a quadrelli bianchi e azzurri di tre file, con cane in corsa nell'angolo destro della punta e ruota nel cantone desto del capo.
Le colonne a capitelli composito-corinzi sostengono il frontone spezzato al centro che incornicia un cartiglio, sormontato da un angioletto, sul quale è scolpito il versetto del Salmo 17,35: «POSUISTI UT ARCUM AEREUM/ BRACHIA MEA/PSALM.17».
Ai lati del frontone sono posti due angeli.
Sopra la mensa, all'interno di un grande riquadro marmoreo con modanature e intarsi, è inserita una tela ad olio (cm 145x122) che ritrae S. Nicola da Tolentino tra angeli. Il santo figura in piedi sopra il globo, simbolo delle passioni del mondo che egli domina tenendole sotto i piedi. Nella mano destra regge un libro aperto, simbolo del Vangelo o delle Regole, e nella mano sinistra un giglio. Sopra il capo del santo, una corona è retta da due angeli. Nella parte inferiore del quadro sono riprodotti, a sinistra, Satana fra le fiamme dell'Inferno e, a destra, una figura femminile che regge un lembo del manto, simbolo della tentazione. Sullo sfondo del quadro appare una chiesa con campanile centrale ed intorno un'immagine alpestre (probabilmente le stesse Alpi Apuane).
Simmetricamente alla cappella a tribuna posta dopo l'altare di S. Agostino, si apre, sul lato destro della navata, dopo l'altare di S. Nicola da Tolentino, un'altra piccola cappella. Anche in questo caso, essa si presenta in forma di loggia voltata delimitata da parapetto a colonnine. Al contrario della gemella, a questa tribuna è possibile accedere attraversando la strada dell'Ospedale Civile (Via Orecchia) mediante una passerella in ferro costruita nel 1916. 
Nella nicchia sottostante è ora inserito il fonte battesimale, in marmo colorato e di forma ottagonale, corredato da un coperchio in rame lavorato. Fu costruito e inaugurato nel 1940. Fino a questa data, nella piccola cappellina aveva trovato ubicazione la statua, in cartapesta, della Madonna Addolorata, ricca di ex voto e doppieri, entro due cancelletti in ferro. Dopo il 1940, la statua fu collocata in un'altra nicchia, ricavata nel muro della cappella della SS. Trinità, ma successivamente eliminata. Rimossa da decenni perché in condizioni di estremo deterioramento, la statua è stata restaurata nel 1998 ed esposta, per tutto il periodo quaresimale di quell'anno, sulla balaustra dell'altare maggiore. Attualmente è custodita nella sagrestia della chiesa.

##### L'altare della SS. Trinità
All'inizio della navata, la prima cappella a sinistra, è intitolata alla SS. Trinità.
L'altare presenta una mensa sorretta dalle tipiche volute marmoree e fiancheggiata da due plinti recanti lo stemma “S.C.” che, a loro volta, sorreggono due colonne, a capitelli compositi, in marmo bianco con venature grigie. La trabeazione dentellata termina con un frontone ricurvo e spezzato al centro che dà spazio ad un cartiglio sul quale è iscritto il monogramma IHS.
Nel dipinto, posto sopra l'altare e incorniciato da un riquadro in marmo bianco con modanature, è raffigurata la Santissima Trinità: Cristo, in alto a sinistra, è assiso alla destra del Padre che figura al centro. Fra essi è una colomba, simbolo dello Spirito Santo.
A destra, una suora dell'ordine agostiniano, in atteggiamento estatico, porge un cuore alla SS. Trinità: si tratta verosimilmente di Santa Chiara da Montefalco. Al suo fianco, in posizione centrale, un'altra religiosa, che veste il suo stesso abito, regge nella mano sinistra un giglio, simbolo di verginità e purezza, e un libro che rappresenta la “Regola” dell'ordine monastico; con l'indice della mano destra indica Cristo. Per questi due particolari, è stata individuata come la beata Giovanna, sorella di Chiara. Nella parte inferiore del quadro, a sinistra, figura una fedele dal volto estatico: su di lei si può solo avanzare l'ipotesi che sia la persona che commissionò il quadro.
Infine, in basso al centro, due angioletti sorreggono una bilancia, simbolo di giustizia e della «vita comune nell'unione della mente e del cuore protesi verso Dio». Del quadro non si conosce l'autore, ma si ritiene attribuibile alla scuola locale del secolo XVIII.

##### L'altare della Madonna del Buon Consiglio
Dirimpetto l'altare della SS. Trinità, sempre all'inizio della navata, ma nella parte destra, è ubicata la cappella dedicata alla Madonna del Buon Consiglio.
L'altare è formato da marmi policromi bianchi, gialli e rossi del Veronese e la mensa è sorretta negli angoli da due volute scolpite a forma di foglie di acanto. La trabeazione è costituita da un fregio a baldacchino, in marmo bianco, che reca al centro due angeli che sorreggono una corona. Il fregio è retto da due colonne marmorizzate, di colore rosso venato, che terminano con capitelli compositi corinzi al di sopra dei quali appaiono altri due angeli con festone.
Al centro si trova un grande riquadro in marmo rosso, con modanature in marmo grigio, al cui interno è collocata una pala raffigurante S. Antonio da Padova inginocchiato in contemplazione e rivolto verso l'alto dove, in un riquadro più piccolo, è posizionata l'immagine miracolosa di Maria Madre del Buon Consiglio. Il quadretto risale al secolo XVII e raffigura la Madonna aureolata che china il capo verso il Bambino Gesù, anch'egli aureolato, che l'abbraccia teneramente.
Al centro della pala, un bambino è quasi aggrappato a un angelo (di grande altezza), raffigurato in piedi, che volge lo sguardo verso l'esterno e tiene l'indice puntato ad indicare il miracoloso riquadro.
Negli anni del dopoguerra, per timore che venisse trafugato, il quadretto rappresentante la Vergine venne rimosso per essere esposto solo in occasione della festa della Madonna del Buon Consiglio sull'altare maggiore. Al suo posto, venne incastonato, intorno agli anni 1962-63, un tassello in marmo raffigurante il cristogramma IHS in una raggiera tra nuvole e cherubini.
Il 17 febbraio 1996 il quadretto venne ripristinato nella sua sede originaria, su richiesta del parroco don Ezio Radicchi, e a protezione fu inserito un vetro antisfondamento.

#### La pavimentazione e le pareti
Il pavimento attuale della chiesa risale al 1806 e si presenta a quadrelle di marmo bianco e grigio; prima di quella data era in mattoni.
In esso vi sono diverse pietre sepolcrali con iscrizione, quattro lapidi e un tombino per la tumulazione: le iscrizioni e le lapidi sono ormai illeggibili perché abrase dal calpestio dei fedeli.
Alle pareti della chiesa sono appese le stazioni della Via Crucis in quadretti di terracotta.

#### Le ultime migliorie
Nel 1991 l'antico finestrone della facciata fu sostituito con la nuova vetrata riproducente la Visitazione; tre anni dopo (1994) vennero rimossi anche gli altri finestroni che davano luce all'interno della chiesa perché ormai vecchi e in cattivo stato. Al loro posto furono collocate delle vetrate la cui effigie fa riferimento al quadro degli altari sottostanti: precisamente, partendo da destra, la prima rappresenta la Madonna del Buon Consiglio, la seconda il Buon Pastore; da sinistra, la prima ritrae S.ta Chiara da Montefalco, la seconda S. Agostino.

### Materiale bibliografico d'archivio
Il materiale archivistico riportato in voce è stato tratto dalla principale fonte utilizzata: Chiappari Luciano, La Chiesa della Beata Vergine della Visitazione Madonna del Monte-Massa nel 400^ dalla consacrazione, Massa, Ceccotti Editore, 1999. Segue elenco:
- Archivi della Cattedrale di Massa. Bergamini Battista G., Memorie storiche di Massa, Carrara ed Avenza di Lunigiana, 1859, manoscritto, carta 174, carta 233.
- Archivio Generale Agostiniano di Roma. Cod. II, fogli 247-248, recto e verso.
- Archivio Parrocchiale di Massa. Libro dei Matrimoni n. III (1797-1825).
- Archivio Vescovile di Massa. Contratto della Amministrazione dell'Ospedale e l'Opera della B. V., 23 giugno 1888.
- Archivio Vescovile di Massa. Decreto 6 aprile 1940, Vescovo di Massa-Carrara Cristoforo Arduino Terzi.
- A.S.MS. Rocca Odoardo, Varie memorie del mondo del canonico Odoardo Rocca, manoscritto n. 98, carta 53.
- A.S.MS. Rocca Odoardo, Varie memorie del mondo del canonico Odoardo Rocca, Tomo II (1711-1738), manoscritto n. 99, carta 543.
- A.S.MS. Archivio Storico del Comune, Libro dell'Ordinario n. 6 dal 1577 al 1593, carta 402, carta 416 verso.
- Archivio Generale Agostiniano di Roma, cod. II-7, fogli 247-248, recto e verso.
- A.S.MS. Rescritti e Memoriali. Sovrani Dispacci, busta n. 80. Dispaccio n. 36.
- A.S.MS. Archivi Camerali. Rocco Vaccà, busta 45, Istrumenti camerali dal 1782 al 1790, carta 141-146.
- A.S.MS. Archivi Camerali. Rocco Vaccà, busta 47, Istrumenti camerali dal 1782 al 1790, fascicolo 1790.